# Vùng đô thị Champaign–Urbana
Vùng đô thị Champaign–Urbana là một vùng đô thị thuộc trung bộ bang Illinois, Hoa Kỳ. Thành phố chính của vùng đô thị là Urbana và Champaign. Vùng đô thị có tổng diện tích 4944 km2. Theo điều tra dân số Hoa Kỳ năm 2010, vùng đô thị có dân số 231.891 người, là vùng đô thị lớn thứ 191 Hoa Kỳ, bao gồm ba quận, Champaign, Ford, và Piatt. Văn phòng Quản lý và Ngân sách đã thiết kế ba-quận Champaign-Urbana khu vực là một trong những khu vực đô thị thống kê của nó (Champaign-Urbana, IL MSA), được sử dụng cho mục đích thống kê của Cục điều tra dân số và các cơ quan khác.